# Carlo Azzimonti (calciatore)
Carlo Azzimonti (Busto Arsizio, 10 agosto 1913 – Busto Arsizio, 21 febbraio 1988) è stato un calciatore italiano, di ruolo interno.

## Carriera

Carlo Azzimonti

Azzimonti giocò in Serie A con Pro Patria, Torino e Lucchese. Esordì in Serie A il 27 marzo 1932 nella partita Pro Patria-Bari (2-2) e segnò la sua prima marcatura in occasione del temporaneo pareggio a Milano contro l'Ambrosiana Inter (18 settembre 1932).
Giocò in Serie B con Pro Patria, Lucchese e Brescia.

## Palmarès

### Club

#### Competizioni nazionali
- Coppa Italia: 1

Torino: 1935-1936